# Great Castle House
A Great Castle House egykori lakóház a monmouthi vár területén. Az épület I. kategóriás brit műemlék (British Listed Building), egyike a monmouthi örökség tanösvény huszonnégy állomásának és építészeti szempontból a város egyik legjelentősebb épülete. Az épület az úgynevezett Castle Hillen áll, az egykori vár területén, nem messze a város fő terét jelentő Agincourt Square-től. A John Newman által „csodálatos külsővel és belsővel büszkélkedőnek” leírt ház 1673-ra épült fel Henry Somerset, Beaufort 1. hercege és Worcester 3. márkija számára, aki a walesi és walesi határvidék tanácsának elnöke volt (angolul: Lord President of the Council of Wales and the Marches). Később az esküdtszéki bíróság (angolul: Assize Court) székhelye lett, mígnem az, 1725-ben át nem költözött a Shire Hallba. A 19. század közepe óta a Royal Monmouthshire Royal Engineers (magyarul: a királyi Monmouthshire királyi hadmérnökei) ezred illetve múzeumának székhelye.

## Története és leírása
Amikor Henry Somersetet kinevezték Wales és a walesi határvidék tanácsának elnökévé, úgy döntött, hogy egy rangjához méltó székhelyet építtet magának a határvidék területén. A házat elsősorban ünnepélyek megtartására és hivatalos célokra építtette, s nem lakóháznak. Az építész neve ismeretlen. Az épület tarka, rózsaszín és szürke régi vöröshomokkő téglákból épült fel. A felhasznált anyag nagy része az egykori vár kapubástyájából és nagy tornyából származott, amelyeket az angol forradalom után bontottak el. Az egykori vár romjai a ház udvarának bal oldalán láthatók.
Az épület homlokzata szimmetrikus, tengelyében elegáns és dekoratív bejárattal. A két oldalszárny 19. századi adalék. Az épület belsője a leírások szerint „lenyűgöző”, elsősorban stukkózásának köszönhetően. Az első szint szalonjának mennyezete extravagánsan díszített. A nagy szalont öt kisebb egybeépítésével alakították ki. A stukkózás virágmotívumos fesztonok és szalagok alkotják.
Röviddel a Great Castle House megépítése után Henry Somerset a Worcester márkija cím mellé megkapta Beaufort hercege címet, ezért szüksége volt egy nagyobb udvarházra. Előbb a Troy House-t építette meg, majd a Badminton House-ba költözött, a monmouthi vár területén álló épületet pedig a bíróságra hagyta. Miután a bíróság a Shire Hallba költözött 1725-ben, az épületet bírói lakásokká alakították át, egyik részébe egy csatornakészítő mester költözött. Lakosai később a városba költöztek, az épületbe 1760-ban egy leányiskola költözött.
1853-ban a Royal Monmouthshire Royal Engineers (magyarul: a királyi Monmouthshire királyi hadmérnökei) ezred vette birtokba. Az épület azóta az ezred székhelyeként működik. Egy részében múzeumot rendeztek be 1989-ben, amelyben az ezred történetét és relikviáit mutatják be. A múzeum délután látogatható hétvégenként, valamint nyaranta hétköznap is. A múzeum az úgynevezett King’s Gardenre (magyarul: a király kertje), amelyben állítólag V. Henrik idejében ültetett növények élnek.

## Fordítás
- Ez a szócikk részben vagy egészben  a   Great Castle House című angol Wikipédia-szócikk ezen változatának fordításán alapul.  Az eredeti cikk szerkesztőit annak laptörténete sorolja fel. Ez a jelzés csupán a megfogalmazás eredetét és a szerzői jogokat jelzi, nem szolgál a cikkben szereplő információk forrásmegjelöléseként.